# Inka Victoria Groetschel
Inka Victoria Groetschel (* 11. August 1967 in West-Berlin; † 6. März 2009), auch Inka Victoria Barel, war eine deutsche Schauspielerin.

## Leben und Wirken
Inka Victoria Groetschel wuchs in West-Berlin auf. Ihre jüngere Schwester ist die Schauspielerin Jany Tempel.
Im Jahr 1986 wurde die Abiturientin Groetschel von Regisseur Reinhard Hauff an einem Berliner Döner-Imbiss entdeckt und für die Hauptrolle der Sunnie in seiner 1988 veröffentlichten Filmproduktion des Musicals „Linie 1“ engagiert. Anschließend absolvierte Groetschel eine klassische Schauspielausbildung, wofür sie das von Herbert Berghof und Uta Hagen gegründete „HB-Studio“ in New York besuchte. Daneben nahm sie Schauspiel- und Gesangsunterricht bei Hanny Herter, Kara Johnstadt und Yoshi Oida. Als Bühnendarstellerin trat sie an verschiedenen Berliner Bühnen wie dem Theater Strahl, dem Zan Pollo Theater und der Tribüne auf sowie an der Komödie im Bayrischen Hof in München.
Von Juli bis November 1992 spielte sie in der Seifenoper Gute Zeiten, schlechte Zeiten die Rolle der Lena Hartwick. Im Jahr 1995 wurde sie einem breiten Publikum durch die weibliche Hauptrolle als Lehramtsstudentin Christina Lorenz in der in Heidelberg spielenden ZDF-Vorabendserie Der Mond scheint auch für Untermieter bekannt. Es folgten Gastauftritte in zahlreichen Fernsehserien wie Alphateam, Der Bergdoktor, Im Namen des Gesetzes, St. Angela, Das Traumschiff und In aller Freundschaft. In einer weiteren Serienhauptrolle als Ulli Lennart, der Ex-Frau des von Karsten Speck verkörperten Jens Lennart, spielte sie von 2002 bis 2005 in der ZDF-Vorabendserie Hallo Robbie!. Außerdem wirkte sie in verschiedenen Fernsehfilmen mit, wie beispielsweise im Jahr 1995 als Hauptdarstellerin der Rosamunde-Pilcher-Verfilmung Schlafender Tiger. Zudem war Groetschel seit 1990 auch als Synchronsprecherin tätig (u. a. für die Serie Emergency Room – Die Notaufnahme), wirkte bei Hörspielproduktionen mit und gab Literaturlesungen.
Inka Groetschel starb am 6. März 2009 im Alter von 41 Jahren an den Folgen von Krebs. Ihre Grabstätte befindet sich auf dem Luisenstädtischen Friedhof in Berlin.

## Filmografie
- 1988: Linie 1
- 1990: Geheimcode F
- 1992: Gute Zeiten, schlechte Zeiten (Fernsehserie, 43 Folgen)
- 1993: Zirri – Das Wolkenschaf
- 1994: Verliebt, verlobt, verheiratet
- 1995–1997: Der Mond scheint auch für Untermieter (Fernsehserie, 25 Folgen)
- 1995: Rosamunde Pilcher: Schlafender Tiger
- 1995: Der Bergdoktor (Fernsehserie, 1 Folge)
- 1995: Peter Strohm (Fernsehserie, 1 Folge)
- 1996: Entre terre et mer (Miniserie)
- 1996: Das Traumschiff – Singapur
- 1997: Gestohlenes Mutterglück
- 1997: Unser Charly (Fernsehserie, 1 Folge)
- 1997: Im Namen des Gesetzes (Fernsehserie, 1 Folge)
- 1998: Die Kinderklinik (Fernsehserie, 9 Folgen)
- 1998–2005: Alphateam – Die Lebensretter im OP (Fernsehserie, 2 Folgen)
- 1999: Un été avec Muru
- 2000: Für alle Fälle Stefanie (Fernsehserie, 1 Folge)
- 2001: St. Angela (Fernsehserie, 1 Folge)
- 2001: Verdammte Gefühle
- 2002–2005: Hallo Robbie! (Fernsehserie, 14 Folgen)
- 2002: Herzschlag – Das Ärzteteam Nord (Fernsehserie, 1 Folge)
- 2003: In aller Freundschaft (Fernsehserie, 1 Folge)
- 2004: Frequenzbaby
- 2006: Familie Dr. Kleist (Fernsehserie, 1 Folge)
- 2007: Große Lügen